# هوش سیال و متبلور
هوش سیال و متبلور (انگلیسی: Fluid and crystallized intelligence) در سال ۱۹۶۳ توسط روان‌شناس ریموند کتل معرفی شدند. بر اساس نظریه روان‌سنجی کتل، هوش عمومی (g) به gf و gc تقسیم می‌شود. هوش سیال توانایی حل مسائل استدلالی جدید است و با تعدادی از مهارت‌های مهم مانند درک، حل مسئله و یادگیری در ارتباط است. از سوی دیگر، هوش متبلور شامل توانایی استدلال استنتاجی انتزاعات رابطه ای ثانویه با استفاده از انتزاعات رابطه‌ای اولیه آموخته‌شده قبلی است.